# Homoneura pycnochaeta
Homoneura pycnochaeta är en tvåvingeart som beskrevs av Kim 1994. Homoneura pycnochaeta ingår i släktet Homoneura och familjen lövflugor. Inga underarter finns listade i Catalogue of Life.